# 179877 Pavlovski
179877 Pavlovski este o planetă minoră (asteroid) din centura de asteroizi. A fost descoperită pe 5 octombrie 2002 la Observatorul Apache Point de Sloan Digital Sky Survey și a fost numită după Krešimir Pavlovski⁠(d). 
Obiectul prezintă o orbită caracterizată de o semiaxă mare de 2,5256189645809 UAi, o excentricitate de 0,15440888013032, o înclinație de 5,7095186402495 ° în raport cu ecliptica.